# Tripolium sorrentinoi
Tripolium sorrentinoi là một loài thực vật có hoa trong họ Cúc. Loài này được (Tod.) Raimondo & Greuter mô tả khoa học đầu tiên năm 2005.